# 折杖法
折杖法（せつじょうほう）とは、北宋の建隆4年（963年）に定められた刑罰に関する規定。

## 概要
建隆4年（963年）3月に制定され、同年7月に制定された『宋刑統』にも採用され、南宋末期まで有効とされていた。これは唐末以来律本来のあり方よりも過酷な刑罰が科される状況にあった状況を緩和する意図があったとされている。
五刑のうち、笞刑・杖刑は臀杖（臀打ちの刑）に、徒刑は脊杖（背中打ちの刑）、流刑は脊杖＋配役（強制労働）1年（流刑の中でも特に重いとされた加流刑の場合は3年）に処せられた（ただし、流刑の判決を受けたのが女性の場合、淳化4年（993年）の勅以後、配役は免除された）。
宋では基本法である律と特別法である勅によって刑罰が定められていた（勅と律の内容が異なる場合には勅が有効とされていた）が、実際の刑の執行にあたっては折杖法に基づいて算定された刑罰が科されていた。流刑の場合、居住する州において首枷をはめられて労役に従事した。都の場合、唐以来の慣例に従って男子は将作監、女子は少府監にて労役に従事することとされていたが、後者は前述のように免除され、前者も将作監がその職掌を失っていたことから代わりに作坊や廂軍へ送られ、様々な作業に従事させられた（なお、『宋史』刑法志によれば、天聖年間以後、未婚女性は流刑に代わって独身の下級兵士と結婚するという代替刑が科せられることもあったという）。
死刑の場合には、折杖法の対象外であったが、律に規定されていない死刑（格や勅によって最高刑が死刑に改められたもの）は皇帝によって死一等を減ぜられ、配流（沙門島（現在の廟島列島）などの辺境への流刑）や配軍（軍隊に強制的に編入させて生涯軍務に就かせる）などの措置が取られたため、結果的には法定の流刑囚は移動を伴わない強制労働が行われ、死刑囚が実質上の代替刑として流刑（配流・配軍）に処せられる形になった。